# Лудвиг Хайнрих (Лойхтенберг)
Лудвиг Хайнрих фон Лойхтенберг (на немски: Ludwig Heinrich von Leuchtenberg; * 1529; † 5 юни 1567) е ландграф на Ландграфство Лойхтенберг от 1555 до 1567 г. 
Той е вторият син на ландграф Георг III фон Лойхтенберг (1531 – 1555) и съпругата му принцеса Барбара фон Бранденбург-Ансбах-Кулмбах (1495 – 1552) от фамилията Хоенцолерн, дъщеря на маркграф Фридрих II Стари от Бранденбург-Ансбах-Кулмбах. По-големият му брат Георг IV умира през 1553 г.
Лудвиг Хайнрих е католик и дава на населението религиозна свобода.
Лудвиг Хайнрих се жени през 1549 г. за графиня Матилда (Мехтхилд) фон Марк-Аренберг (* 1530; † 4 февруари 1603), дъщеря на граф Роберт II фон Марк-Аренберг († 1536)) и получава 40 000 гулдена зестра. Двамата имат син:
- Георг IV Лудвиг (1563 – 1613), ландграф на Ландграфство Лойхтенберг от 1567

## Лиература
- Georg Brunner, Geschichte von Leuchtenberg und die ehemaligen Landgrafen von Leuchtenberg. Amberg 1863.
- Illuminatus Wagner, Leuchtenberg in Geschichte und Sage. Leonhardt-Verlag, Weiden 1965.